# Torben Jensen (Schauspieler)

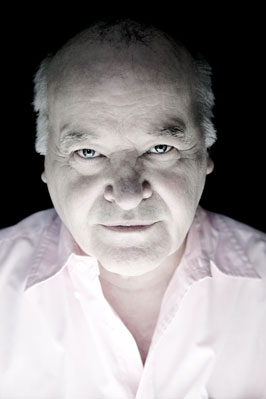
Torben Jensen (2004)

Torben Jensen (* 29. September 1944 in Kopenhagen, Dänemark; † 2. November 2018) war ein dänischer Schauspieler.

## Leben
Torben Jensen kam im Alter von 12 Jahren ins Waisenhaus. Er arbeitete eine Zeit lang als Maler, bevor er sich der Schauspielerei widmete. Er schloss 1970 sein Schauspielstudium am Odense Teater ab. Anschließend zog er zurück in seine Heimatstadt Kopenhagen, wo er in den folgenden Jahren unter anderem auf den Bühnen des Folketeatret, Bristol Teatret, Det Ny Teater und Aveny-T stand. Seine Theaterlaufbahn endete Anfang der 1990er Jahre, als er als festes Ensemblemitglied des Det Kongelige Teater begann, an Lampenfieber zu leiden.
Als Filmschauspieler hingegen war er seit Anfang der 1970er Jahre regelmäßig in Produktionen wie Privatdetektiv Anthonsen, Emmas Schatten und Mifune – Dogma III zu sehen. Bis zu seinem letzten Film im Jahr 2008, dem Politthriller Was niemand weiß, spielte Jensen in fast 40 Film- und Fernsehproduktionen mit. Sein größter Erfolg wurde 1986 die Darstellung des  in Helle Ryslinges Komödie Flambierte Herzen. Für diese wurde er mit dem dänischen Filmpreis Robert als Bester Hauptdarsteller ausgezeichnet.
Er war bis zur Scheidung 1989 mit der Schauspielerin Helle Merete Sørensen verheiratet.

## Filmografie (Auswahl)
- 1984: Privatdetektiv Anthonsen (Anthonsen, Fernsehserie, zwei Folgen)
- 1986: Flambierte Herzen (Flamberede hjerter)
- 1988: Emmas Schatten (Skyggen af Emma)
- 1988: Goldregen (Guldregn)
- 1989: Tanzen mit Regitze (Dansen med Regitze)
- 1996: Keine Angst vorm Fliegen (Tøsepiger)
- 1997: Gnadenlose Verführung (Sekten)
- 1999: Mifune – Dogma III (Mifunes sidste sang)
- 2008: Was niemand weiß (Det som ingen ved)